# Џери Сајнфелд
Џером Ален Сајнфелд (енгл. Jerome Allen Seinfeld; 29. април 1954), познатији по уметничком имену Џери Сајнфелд (енгл. Jerry Seinfeld), амерички стендап комичар, глумац, сценариста и продуцент. Најпознатији је по улози Џерија Сајнфелда у ситкому Сајнфелд.
Поред наступа као стендап комичар, Сајнфелд је такође продуцирао, учествовао у писању сценарија и позајмио је глас у анимираном филму Пчелац Бери Медић. Поред тога, Сајнфелд је творац и домаћин интернет серијала Комичари у колима пију кафу.
Сајнфилд је двадесет пута био номинован за Еми награду за свој рад на Сајнфелду и Комичари у колима пију кафу, а имао је и четири номинације за Греми награду.